# Manfred Eigen
Manfred Eigen (Bochum, 9 maggio 1927 – Gottinga, 6 febbraio 2019) è stato un chimico, fisico e biofisico tedesco, premio Nobel per la chimica nel 1967. È direttore del Max-Planck-Institut für biophysikalische Chemie di Gottinga.

## Biografia
Figlio di una famiglia di musicisti, terminati gli studi superiori nel 1944 presso Humanistischen Gymnasium della città natale (oggi Gymnasium am Ostring), cominciò a studiare fisica e chimica all'Università di Gottinga conseguendo il dottorato nel 1951 con il docente Arnold Eucken. Nel 1957 diventa direttore dell'Max-Planck-Institut für biophysikalische Chemie di Gottinga e nel 1965 professore onorario della TU Braunschweig. Attualmente è membro onorario di diverse accademie scientifiche e università, tra le quali l'Università di Harvard.
Insieme a Ronald George Wreyford Norrish e George Porter vinse, nel 1967, il premio Nobel per la chimica grazie ai suoi studi su reazioni di fotolisi molto veloci catalizzate da un fascio laser. Il suo nome è anche legato all'interpretazione dell'origine della vita tramite il modello delle quasispecie, elaborato insieme con Peter Schuster nel 1979.

## Opera
Manfred Eigen ha sviluppato metodi in cinetica chimica per avere reazioni più veloci. Con il metodo Relaxationsmethode si hanno velocità di reazione più elevate in biochimica. Il nome di Eigens è legato agli ipercicli, che spiegano i collegamenti nei cicli di reazione, ovvero l'auto-organizzazione nella origine della vita; lavoro portato avanti con Peter Schuster nel 1979 e conosciuto come Eigen-Wilkins-Mechanismus (meccanismo di Eigen-Wilkins). Studiando le reazioni enzimatiche ha successivamente teorizzato sulla evoluzione.

Eigen studiò il contenuto degli acidi nucleici, attraverso la polimerasi riproducente la nucleasi. Con la ripetizione di cicli anabolici e catabolici ha ricreato gli acidi nucleici, creando una mutazione genetica resistente alla ossidazione. Tali sperimentazione richiedono poche ore di lavoro.
Queste ricerche portarono allo sviluppo della Evolutionsmaschine, un bioreattore che può essere usato per lo studio in vitro di virus e altri microrganismi. Variando i parametri del reattore si variano la frequenza e la velocità di reazione delle mutazioni. Questi procedimenti sono utilizzati su scala industriale.
Eigen ha fondato due aziende biotecnologiche, Evotec e Direvo, nel campo del High-Throughput-Screening e della Directed evolution.

## Opere
- Manfred Eigen: Molekulare Selbstorganisation und Evolution. (Self organization of matter and the evolution of biological macro molecules.), Naturwissenschaften Band 58(10), S. 465–523, 1971.
- Manfred Eigen und Ruthild Winkler: Das Spiel. Piper Verlag 1975, ISBN 3-492-02151-4. Neu aufgelegt 2010: Das Spiel. Christian Rieck Verlag Eschborn.
- Manfred Eigen, Peter Schuster: The Hypercycle – A Principle of Natural Self-Organization. Springer-Verlag, Berlin 1979.
- Manfred Eigen: Stufen zum Leben. Piper Verlag, 1987.
- Manfred Eigen: Perspektiven der Wissenschaft - Jenseits von Ideologien und Wunschdenken. DVA, Stuttgart, 1988. ISBN 3-421-02752-8